# Blood Mountain
Blood Mountain (с англ. — «Кровавая гора») — третий студийный альбом американской прогрессив- и сладж-метал-группы Mastodon, выпущенный 11 сентября 2006 года на лейбле Reprise Records. Альбом был восторженно встречен критиками, а также снискал коммерческий успех, войдя в чарт Billboard 200.

## Создание
Запись альбома была завершена в апреле 2006 года, и его выход состоялся 12 сентября в Великобритании и Северной Америке. Альбом является дебютным для группы на лейбле Reprise Records. Альбом можно было прослушать целиком на странице группы в MySpace за несколько дней до релиза. В альбоме в качестве приглашенных музыкантов приняли участие Скотт Келли из Neurosis в песне «Crystall Skull», Джош Хомме из Queens of the Stone Age в «Colony of Birchmen», а также клавишник Исайа Айки Оуэнс из The Mars Volta и вокалист Седрик Бикслер-Савала из At the Drive-In и The Mars Volta на «Pendulous Skin» и «Siberian Divide» соответственно.
Как и предыдущая студийная работа Mastodon, Leviathan, Blood Mountain — концептуальный альбом. По словам басиста Троя Сандерса, «речь идет о восхождении на гору и различных вещах, которые могут случиться с вами, когда вы застряли на горе, в лесу и потерялись. Вы голодаете, видите галлюцинации, сталкиваетесь со странными существами. На вас охотятся. Это о всей этой борьбе». Гитарист Билл Келлихер считает, что концепция этого альбома олицетворяет собой элемент земли. В то же время Сандерс назвал Blood Mountain «по звучанию лучшим альбомом, который мы сделали». Акцент группы на чистый, мелодичный вокал вместо более резкого харш вокала, который группа использовала в своих ранних работах, продолжает возрастать в этом альбоме.

## Сюжет альбома
- Главный герой находится в поисках Хрустального Черепа (Crystall Skull), который он надеется найти на вершине Кровавой Горы (Blood Mountain)[1]. В DVD  The Making Of Blood Mountain Хрустальный Череп должен заменить «мозг рептилии», благодаря чему его владелец сможет достичь следующего этапа эволюции человека[3].
- В интервью с бас-гитаристом Троем Сандерсом выяснилось, что Сисквоч (Cysquatch) - это «одноглазый сасквоч, который может заглянуть в будущее»[1]. Сисквоч предупреждает главного героя о предстоящих опасностях во время его путешествия за Хрустальным Черепом[4].
- Фрагменты текста «The Wolf is Loose» относятся к названиям и темам глав «Героя с тысячью лиц» Джозефа Кэмпбелла. Главный герой может быть примером мономифического героя.

## Детали песен
Последняя песня альбома, «Pendulous Skin», содержит секретное «письмо фаната» от Джоша Хомме, который записал гостевой вокал для альбома. На отметке 21:25 он говорит: «Дорогой Mastodon, меня зовут Джошуа. Я большой поклонник из Южной Калифорнии. Действительно вникаю в вашу новую сцену. Вот почему я надеюсь, что вы не против, что, когда я получу ваше новое демо для вашего нового диска, мне придётся петь на нём партии и присылать их вам как дань. Надеюсь, вы не злитесь на меня и загружаете их в Интернет. Но, чёрт возьми, вы, ребята, такие классные, что можете продолжать копать дальше в этом направлении. С уважением, ваш поклонник, Джошуа М. Хомме. PS, будьте собой … СОБОЙ [используются студийные эффекты] … *смех* … СОБОЙ». Когда его спросили об этом сообщении в интервью Pitchfork Media, Хомм сказал: «Я просто трахался с ними (англ. I was just fucking with them). Затем они спросили, могут ли они добавить это в конец своей записи, и я сказал „Да“. Я записал вокал [для «Colony of Birchmen»] и отослал его им, а это сообщение было перед самым началом песни». Сама песня заканчивается в 5:03, затем следуют 16 минут тишины, и уже тогда начинается сообщение Хомме.
Название «Colony of Birchmen» — это дань уважения песне «The Colony of Slippermen» прогрессивной рок-группы Genesis, которую, как известно, высоко ценит барабанщик группы, Брэнн Дэйлор.
Были созданы музыкальные клипы для «The Wolf Is Loose», «Colony of Birchmen», «Sleeping Giant» и «Capillarian Crest». Хотя видео «Capillarian Crest» состоит из концертных кадров, воспроизводится студийная версия песни. Трек «Sleeping Giant» доступен в виде загружаемого контента для Guitar Hero III: Legends of Rock, а «Colony of Birchmen» присутствует в виде трека на диске в Rock Band 2.

## Отзывы критиков
| Совокупная оценка | Совокупная оценка |
| Источник          | Оценка            |
| ----------------- | ----------------- |
| Metacritic        | 82/100            |
| Оценки критиков   |                   |
| Источник          | Оценка            |
| AbsolutePunk      | 93%               |
| AllMusic          | [ 9 ]             |
| The A.V. Club     | A                 |
| Blabbermouth      | 8/10              |
| Drowned in Sound  | 10/10             |
| Pitchfork         | 8.7/10.0          |
| PopMatters        | 10/10             |

Blood Mountain был высоко оценен прессой. На Metacritic, который присваивает рейтинг по 100-бальной шкале на основе рецензий авторитетных критиков, альбом получил оценку 82, основываясь на 24 обзорах, что соответствует статусу «всеобщее одобрение». Журнал Total Guitar назвал Blood Mountain альбомом номер один в 2006 году, а такие журналы, как Metal Hammer и Kerrang! назвали альбом таким же превосходным, как предыдущий альбом группы, Leviathan, если не лучше. Многие сайты и журналы также отметили его в списках лучших релизов 2006 года.
Blood Mountain был признан лучшим альбомом 2006 года в опросе британского журнала Metal Hammer, а также вошёл в топ-50 лучших альбомов 2006 года журнала Total Guitar. Он также был признан 17-м величайшим метал-альбомом всех времен по мнению игрового сайта IGN.

## Коммерческий успех
Blood Mountain вошёл в список самых продаваемых альбомов Billboard 200 на 32-й позиции с 24 000 проданными копиями, что стало третьим по величине дебютом в карьере группы до Crack the Skye и The Hunter. Альбом также является одним из самых продаваемых альбомов группы на сегодняшний день. К декабрю 2006 года альбом был продан в количестве более 65 000 экземпляров только в США, согласно веб-сайту группы, к марту 2009 года, по данным Нильсена Саундскана, альбом был продан в США в количестве 150 000 экземпляров, а к сентябрю 2010 года было продано 176 000 экземпляров.

## Список композиций
Слова и музыка всех песен — Mastodon.
| №                   | Название                                        | Длительность |
| ------------------- | ----------------------------------------------- | ------------ |
| 1.                  | «The Wolf Is Loose»                             | 3:34         |
| 2.                  | «Crystal Skull» (Feat. Скотт Келли)             | 3:27         |
| 3.                  | «Sleeping Giant»                                | 5:36         |
| 4.                  | «Capillarian Crest»                             | 4:25         |
| 5.                  | «Circle of Cysquatch»                           | 3:19         |
| 6.                  | «Bladecatcher»                                  | 3:20         |
| 7.                  | «Colony of Birchmen» (Feat. Джош Хомме)         | 4:19         |
| 8.                  | «Hunters of the Sky»                            | 3:52         |
| 9.                  | «Hand of Stone»                                 | 3:30         |
| 10.                 | «This Mortal Soil»                              | 5:00         |
| 11.                 | «Siberian Divide» (Feat. Седрик Бикслер-Савала) | 5:32         |
| 12.                 | «Pendulous Skin» (Feat. Исайа Айки Оуэнс)       | 22:15        |
| Общая длительность: | Общая длительность:                             | 68:12        |

## Участники записи
- Брент Хайндс — гитара, вокал
- Билл Келлихер — гитара
- Трой Сэндерс — бас-гитара, вокал
- Брэнн Дэйлор — ударные

### Приглашённые музыканты
- Скотт Келли (Neurosis) — вокал на «Crystal Skull»
- Хомме, Джош (Queens of the Stone Age) — вокал и гитара на «Colony of Birchmen»
- Седрик Бикслер-Савала (The Mars Volta) — вокал на «Siberian Divide»
- Исайа Айки Оуэнс (The Mars Volta) — клавиши на «Pendulous Skin»

## Чарты

### Альбом
| Чарт (2006)                                    | Высшая позиция |
| ---------------------------------------------- | -------------- |
| Австралия (ARIA)                               | 44             |
| Бельгия/Фландрия (Ultratop)                    | 59             |
| Belgian Alternative Albums (Ultratop Flanders) | 59             |
| Франция (SNEP)                                 | 138            |
| Германия (Media Control)                       | 96             |
| Норвегия (VG-lista)                            | 20             |
| Швеция (Sverigetopplistan)                     | 34             |
| UK Albums (OCC)                                | 46             |
| UK Rock and Metal Albums (OCC)                 | 2              |
| US Billboard 200                               | 32             |
| США (Billboard Top Rock Albums)                | 15             |

### Синглы
| Год  | Сингл              | Чарт               | Позиция |
| ---- | ------------------ | ------------------ | ------- |
| 2006 | Colony of Birchmen | US Mainstream Rock | 32      |